# Portfolio Management Professional
Portfolio Management Professional (PfMP) – certyfikat oferowany przez Project Management Institute od 2013 roku. Certyfikat PfMP poświadcza nabycie kompetencji w zarządzaniu portfelem projektów. Na dzień 2014-10-31 posiadały go 162 osoby w różnych regionach świata.
Certyfikat adresowany jest do praktyków biorących udział w zarządzaniu portfelem projektów. Za portfel uznaje się zbiór projektów, programów i pracy operacyjnej zarządzanej wspólnie, aby zrealizować strategiczne cele. Główna różnica między menadżerem portfela a menadżerem projektu, na którą wskazuje PMI, jest taka, że menadżer portfela realizuje właściwe projekty, a menadżer projektu właściwie realizuje projekt.
Kandydat do PfMP powinien mieć co najmniej 4 lata i 6000 godzin doświadczenia w prowadzeniu portfela projektów oraz 8 lat w doświadczenia w biznesie.
Posiadanie wiedzy i kompetencji potwierdza zdanie egzaminu PfMP składającego się z 170 pytań jednokrotnego wyboru. Podstawowym źródłem wiedzy jest Standard for Portfolio Management third edition z 2013 roku.